# Kalodva
Kalodva, 1910-ig Kladova (románul: Cladova) falu Romániában, Arad megyében.

## Fekvése
Lippától 6,5 km-re északnyugatra, a Kladova-patak mentén, a Zarándi-hegységben fekszik.

## Nevének eredete
Első említése: Kalodwa (1308). Ez az eredeti kladova névalak ejtéskönnyítő, hangátvetéses formája. Egy 'farönk' jelentésű szláv tőből származik (vö. bolgár Клáдoвa hn.). A román név is a szlávból származik. A 18. században a magyarban is a romános alak honosodott meg. Az Országos Községi Törzskönyvbizottság 1907-ben a középkori magyaros névalakot állította vissza.

## Története
A Várhegyen a vaskori eredetű, a dákok és a rómaiak által is használt erődítményt a 13. században megerősítették, falai között templomot építettek. A pálosok IV. Lászlótól kapott földjüket később vásárlásokkal gyarapították. A 14. század elején már létezett a pálosok által alapított Sarlós Boldogasszony-kolostora. Kiterjedt szőlőbirtokokkal bírt. A közösség valószínűleg az 1540-es években bomlott fel. A vár 1441-ben Brankovics György uradalmi központja volt. A falu fele 1477-ben Solymosvár tartozékaként a lendvai Bánfiak birtoka. Várát 1602-ben, Solymos váráért cserében Székely Mózes kapta meg a temesvári pasától. A 17. században három faluból, Alsó- , Közép- és Felsőkalodvából állt. 1720-ban 33, 1746–1752-ben 25 család, 1771-ben 73 jobbágy- és 59 zsellércsalád lakta. A 19. században kincstári erdőgondnokság működött a faluban. Főként a Liboka-dombon feküdtek kitűnő bort termő szőlői 1771-ben tizenöt, 1835-ben kétszáz, 1880-ban kevesebb mint száz hektáron.

## Lakossága
1900-ban 806 lakosából 781 volt román, 13 magyar és 9 német anyanyelvű; 781 ortodox és 10 római katolikus vallású.
2002-ben 362-en lakták, közülük 347 román, 8 magyar nemzetiségű; 328 ortodox, 15 pünkösdista, 8 baptista és 7 római katolikus vallású.

## Látnivalók
- A Várhegy délkeleti részét kőbánya pusztította el. Rajta sáncok és a középkori templom maradványai láthatóak.
- A Kladova völgye népszerű kirándulóhely.

## Híres szülöttei
- Itt született 1943. április 21-én Doru Tulcan festő, performanszművész.